# Wilde Jungs
Wilde Jungs war eine von 2003 bis 2019 bestehende Deutschrock-Band aus Fulda. 

## Geschichte
Gegründet wurde Wilde Jungs im Jahr 2003. Der Name bezieht sich auf das gleichnamige Lied der Böhsen Onkelz vom Album Es ist soweit. Zu Beginn coverte die Band noch Lieder diverser anderer deutschsprachiger Bands wie Megaherz oder den Böhsen Onkelz, aber auch Dimple Minds, Die Toten Hosen und WIZO. Jedoch arbeiteten sie von Anfang an auch an eigenen Liedern. Im Jahr 2004 wurde die erste eigene Demo-CD produziert, worauf zahlreiche Konzerte in Clubs folgten. Durch diese Konzerte wurden einige Veranstalter auf die Band aufmerksam und sie wurde unter anderem als Vorband für die Gruppe Megaherz gebucht.
2005 bekam die Band schließlich einen Plattenvertrag bei dem Label Asphalt Records, auf welchem das Debütalbum Multikriminell produziert und im Jahr 2006 veröffentlicht wurde. Im selben Jahr wurden erstmals große Open-Air-Festivals mit bis zu 8000 Konzertbesuchern gespielt.
Im Jahr 2008 wurde das zweite Album Bis Aufs Blut produziert. Anschließend folgte in den Jahren 2008 und 2009 eine ausgedehnte Tour, unter anderem wurden Deutschrock-Festivals wie z. B. die G.O.N.D. oder die Ehrlich-und-Laut-Rocknacht bespielt. Wilde Jungs wurde als Vorgruppe der Band Frei.Wild auf ihrer Hart am Wind-Tour gebucht.
Im Januar 2011 wurden Wilde Jungs als neue Band des Plattenlabels Rookies & Kings vorgestellt. Im März 2011 erschien dann das Album Von Anfang bis jetzt. Es beinhaltet neben vier komplett neuen und unveröffentlichten Songs die Neuaufnahme von einigen der beliebtesten sowie von mehreren älteren, zuvor noch unveröffentlichten Stücken. Es stieg auf Platz 20 der deutschen Newcomercharts ein. 2012 erschien ein Musikvideo zu Mit Vollgas durch die Wand.
2013 veröffentlichte die Band das vierte Studioalbum Hasspirin. Der Titel ist ein Wortspiel mit Aspirin, einer bekannten Medikamentenmarke für Kopfschmerz-Tabletten, und dem Wort „Hass“. Dabei handelte es sich um ein Konzeptalbum, die Band selbst spricht von einer „Deutschrockoper“, zum Thema Hass und der Überwindung desselben. Das Album erreichte Platz 53 der deutschen Charts. Es folgte eine Tour sowie Auftritte auf dem Sauberg Open Air, der G.O.N.D. und dem Ehrlich & Laut Festival. Da die erste Tour 2013 sehr gut gelaufen ist und zu 80 % ausverkauft war, setzte die Band auch 2014 eine Tour unter dem Namen Retour(e) 2014 an.
2015 erschien die Extended Play Feiernd in den Untergang.
Die Band beendete 2019 mit einer Abschiedstour ihre Karriere. 

## Stil
Bereits durch den Namen sind die Vorbilder der Wilden Jungs zu erahnen: Pate in musikalischer aber auch textlicher Hinsicht stehen die Böhsen Onkelz. So erinnern insbesondere die ersten beiden Alben an die Band aus Frankfurt am Main. Die Texte der Lieder sind ähnlich aufgebaut, neben wenigen politischen Themen steht der Selbstbezug an erster Stelle, persönliche Texte über Freundschaften und die eigene Geschichte. Weitere positive Bezugspunkte ist die seit Anfang der 2000er immer größer werdende Deutschrock-Szene um Bands wie Frei.Wild und Kärbholz, die alle ebenfalls positiven Bezug zu den Böhse Onkelz ziehen. So waren Wilde Jungs auch mehrfach auf der G.O.N.D. vertreten und trat als Support von unter anderem Frei.Wild auf.

## Diskografie
Alben
- 2007: Multikriminell (Asphalt Records)
- 2008: Bis aufs Blut (Asphalt Records)
- 2011: Von Anfang bis Jetzt (Rookies & Kings)
- 2013: Hasspirin (Rookies & Kings)
- 2017: Unbesiegt (Drakkar Entertainment)

EPs
- 2006: Der Boxkampf des Jahres (Promo-Split-EP mit Frei.Wild, Asphalt Records)
- 2015: Feiernd in den Untergang (Rookies & Kings)